# Attacus (basketbalclub)
Attacus is een Nederlandse basketbalclub uit Veghel. De club werd opgericht in 1972. Het eerste herenteam speelt in de Promotiedivisie, het tweede niveau van Nederland en de hoogste amateur-competitie. Het tenue bestaat uit een donkerblauw shirt en donkerblauw broekje.

## Erelijst
| Competitie      | Winnaar | Winnaar | Runner-up | Runner-up  |
| Competitie      | Aantal  | Jaren   | Aantal    | Jaren      |
| --------------- | ------- | ------- | --------- | ---------- |
| Nationaal       |         |         |           |            |
| Promotiedivisie | 1x      | 2025    | 1×        | 2022       |
| Eerste divisie  |         |         | 2×        | 2015, 2016 |